# Zosterop de l'illa de Rota
El zosterop de l'illa de Rota (Zosterops rotensis) és un ocell de la família dels zosteròpids (Zosteropidae).

## Hàbitat i distribució
Habita les zones forestals de l'illa de Rota, a les Marianes.